# Alchemilla aequidens
Alchemilla aequidens är en rosväxtart som beskrevs av Pawl.. Alchemilla aequidens ingår i släktet daggkåpor, och familjen rosväxter. Inga underarter finns listade i Catalogue of Life.